# 韦景略
韦景略（504年—586年5月13日），名惎，字景略，以字行，京兆郡杜陵县（今陕西省西安市长安区）人，出自京兆韦氏东眷，西魏、北周、隋朝官员。

## 生平
韦景略以奉朝请为起家官，略微升任征西府录事参军。西魏三年（556年），韦景略出任镇远将军、谏议，同年出任骠骑将军、右光禄大夫，之后优养丘园、广宅良田。建德四年（575年），周武帝宇文邕诏令说：“你年纪大道德优，应该加以光荣的叙用，可以出任青州刺史，慎重的践行职务。”韦景略因此于七十二岁时版授青州刺史。开皇六年四月廿日（586年5月13日），韦景略在胄贵里去世，虚岁八十三，当年十一月戊寅朔七日甲申（586年12月23日）迁葬京兆郡长安县高司里。

## 家庭

### 祖父
- 韦贤[1]

### 父亲
- 韦欢[1]

### 夫人
- 安定皇甫氏，泾州刺史、雍州州都皇甫机之女，封蔡州蔡阳县君，建德六年六月十六日（577年7月16日）去世，虚岁六十九，先葬于胄贵里，开皇六年十一月戊寅朔七日（586年12月23日）祔葬于韦景略坟旁[1]

### 子女
- 韦瓒，隋朝仪同三司、尚书右丞、司农少卿、南皮县开国伯[1]
- 韦璋，隋朝潞州赞治[1]
- 韦琬，隋朝京兆尹主簿[1]